# Кастиљанци
Кастиљанци (шп. Castellanos) су становници области у средишњој Шпанији укључујући Кастиља-Ла Манчу, Мадрид и средишњи и источни дио Кастиље и Леона које су извориште шпанског (кастиљанског) језика поред осталих аспеката културног идентитета. Међутим, не сматрају се сви људи у овим областима средњовјековне Краљевине Кастиље Кастиљанцима. Из тог разлога, тачне границе онога што је Кастиља су данас спорне.
Током Реконквисте и других освајања у средњем вијеку, Краљевина Кастиља (касније Круна Кастиље) се проширила широм Пиринејског полуострва, посебно на јужне шпанске области.
Послије тога, од 15. вијека, током шпанске колонизације Америка, Кастиљанци су се раширили по Новом свијету, носећи са собом не само свој језик, него и друге елементе своје културе и традиције.

## Језик
Кастиљански (castellano), или шпански, је матерњи језик Кастиљанаца. Његово поријекло се обично приписује области јужно од Кантабријских планина, укључујући горњи дио долине Ебро, у сјеверној Шпанији, око 8. и 9. вијека. Настао је од вулгарни латинског Римског царства, са могућим баскијским утицајем. Током Реконквисти у средњем вијеку, проширио се на југ Шпаније и замјенио језике који су говорени у бившим области под контролом Мавара, као што је дијалект сличан латинском данас познат као мозарапски и арапски који је наметнут под утицајем муслимана. Током овог процеса кастиљански је прихватио многе црте ових језика, а неке се користе и данас. Ван Шпаније, кастиљански се обичном сматра синонином за шпански језик.
Кастиљански (или шпански) је доминантни језик у Шпанији, и то је језик који су Конкистадори прењели на Нови свијет. Током овог процеса створен је хиспанофонски свијет. Кастиљански као језик Круне, постао је званични језик цијеле Шпаније, кориштен је упоредо са осталим језицима у разним областима током вијекова. Током Франкове диктатуре (од 1939. до 1975) било је покушала потискања регионалних језика од стране кастиљанског као званичног језика, изазивајући снажно противљење против његове употребе у неким областима након његове смрти.
У шпанском, ријеч castellano (кастиљански) се користи као синоним за шпански језик, заједно са español (шпански).

## Религија
Велика већина Кастиљанаца су католици, са малим бројем страно рођених хришћана који се изјашњавају као протестанти из источне Европе или Јужне Америке и из Африке који практикују ислам.